# Veguzti
 (octobre 2016).
Si vous disposez d'ouvrages ou d'articles de référence ou si vous connaissez des sites web de qualité traitant du thème abordé ici, merci de compléter l'article en donnant les références utiles à sa vérifiabilité et en les liant à la section « Notes et références ».
Veguzti S.A. est une entreprise peruvienne de production d’autobus fondée en 1986. Veguzti est le principal fabricant de bus du Pérou.